# Medaglia commemorativa della campagna d'Italia 1943-1944
La medaglia commemorativa della campagna d'Italia 1943-1944 (in francese: médaille commémorative de la campagne d'Italie 1943-1944) è una medaglia commemorativa francese, istituita il 1º aprile 1953 per riconoscere la partecipazione individuale alla campagna d'Italia del 1943-1944.

## Storia
La medaglia commemorativa della campagna d'Italia venne istituita, tramite la legge n.53-273, il 1º aprile 1953. Questa decorazione vuole ricordare la resurrezione dell'esercito francese durante la prima campagna continentale per la liberazione dell'Europa avvenuta nella seconda guerra mondiale nel corso della campagna d'Italia. Venne assegnata a tutti i membri del corpo di spedizione francese che operarono in Italia dal 1º dicembre 1943 al 25 luglio 1944 senza condizione di durata. La sua creazione portò alla rimozione della barretta "ITALIE" dalla medaglia commemorativa francese per la guerra 1939-1945.

## Medaglia
La medaglia è in bronzo argentato con un diametro di 36 mm.
Il dritto presenta un gallo gallico di profilo in piedi davanti a un sole raggiante e circondato da una corona di alloro.
L'iscrizione sul dritto è: "Corpo di Spedizione Francese d'Italia - 1943-1944" (in lingua originale: Corps Expéditionnaire Français d'Italie - 1943-1944).
Il rovescio reca l'iscrizione: "République Française, CEF".
Il nastro è una successione di 7 strisce rosse tra 6 strisce bianche che richiamano così il nastro della medaglia della campagna d'Italia del 1859 sotto il Secondo Impero francese.